# ماركيز البيدروسو
ماركيز البيدروسو (بالإسبانية: Marquesado del Pedroso)‏ هو لقب إسباني نبيل أنشأه الملك كارلوس الثاني ملك إسبانيا عام 1690 لصالح بيدرو دي كولارتي إيه دووارس، من أصل فلمنكي، والذي جُنس في شلوقة مثل إخواته، قبل أن يذهب إلى قادس ويعمل بتجارة الشحن إلى جزر الهند. يُشير الاسم إلى بلدية البيدروسو الأندلسية التي تقع في مقاطعة إشبيلية.